# Fabio Terribile
Fabio Terribile (* 2. November 1962 in Neapel) ist ein italienischer Agrarwissenschaftler und Hochschullehrer an der Universität Neapel Federico II. Er ist Pedologe und Koordinator des EU-Projektes Landsupport.

## Leben und Wirken
Nach Studienabschluss in Agrarwissenschaften an der Universität Neapel Federico II (1987) erwarb er mit einer Forschungsarbeit in Pedologie den Doktor der Philosophie (PhD) in Bodenkunde an der Universität Aberdeen (UK) mit seiner Dissertation zum Thema Charakterisierung zweier italienischer Vertisole mit den Schwerpunkten Licht- und Elektronenmikroskopie, Tonmineralogie und Bildanalyse(1996). Es folgten Tätigkeiten als wissenschaftlicher Mitarbeiter beim Nationalen Forschungsrat CNR ISPAIM (jetzt CNR ISAFoM) in Ercolano (Neapel) und als außerordentlicher und Ordentlicher Professor für Pedologie am Landwirtschaftsministerium der Universität Neapel Federico II (2002)
Er ist seit 2014 Direktor des Interdepartementalen Forschungszentrums „Earth Critical Zone“ Unterstützung für Landschafts- und Umweltmanagement, Koordinator der AISSA-Arbeitsgruppe für den Vorschlag für ein Rahmengesetz zum nachhaltigen Schutz und zur nachhaltigen Bewirtschaftung des Bodens (ddl 1181) und Koordinator des EU-Forschungsprogramms Landsupport und Mitglied im Projekt Greenerde.

## Mitglied in Fachgremien (Auswahl)
- 1998–2015: Präsident der High Physical Soil Formation Association (AFFiS); : Vizepräsident (2. Vizepräsident; Wahlen Moskau 1996 und Gent 2001) der Internationalen Kommission für Bodenmikromorphologie (Unterkommission B) der International Union of Soil Science für die Jahre 1996–2002

- 1998–2015: Bestandteil von (i) Consiglio Direttivo der Italienischen Gesellschaft für Bodenkunde (SIPE); (ii) von der FAO koordinierte Arbeitsgruppe „Weltreferenzbasis“; (iii) Arbeitsgruppe „Digitale Bodenkartierung“, koordiniert vom Institut für Umwelt und Nachhaltigkeit, Europäische Kommission, Gemeinsame Forschungsstelle; Ispra; (iv) Wissenschaftlicher Ausschuss für Bodenkunde der Region Kampanien (Landwirtschaftsbeirat).

- 2002–2015: Tätigkeit als Gutachter für die Zeitschriften Soil Science Society of American Journal, Geoderma, Catena, Quaternary International, Journal of Volcanology and Geothermal Research, Terranova und für einige italienische wissenschaftliche Zeitschriften (Bollettino Italiano di Scienza del Suolo). Gutachter CIVR (2005) des italienischen Ministeriums für Universität und Forschung (MIUR)

- 2007–2008: Mitglied des wissenschaftlichen Ausschusses zur Unterstützung der neuen Stadtplanung des Bezirks Napoli (Piano Territoriale di coordinamento Provinciale (PTCP) di Napoli). 2003–2008: Präsident der Kommission für Bodenphysik (Kommission 1) der Italienischen Gesellschaft für Bodenkunde.

- Seit 2002 ist er: Convenor bei den Weltkonferenzen für Bodenkunde (World Congress of Soil Science-Bangkok; World Congress of Soil Science-Philapelphia). Veranstalter mehrerer anderer internationaler (EGU 2005, Geoitalia 2005, IWMSM 2012) und nationaler (SISS, SIPE).

- 2013: Koordinator einer Studie zur Evaluierung und Bewertung von FAO-Tools für Landbewertung und Landmodellierung

- 2014–2017: Koordinator des Forschungsprojekts „Soil Monitor: an innovative web tool for assessment land use on a national scale“ in Zusammenarbeit mit CNR, ISPRA und INU (Offizielle Präsentation der Plattform im Palazzo Madama, Rom am 28. Juni 2016) 2010–2014: Projektmanager für das EU LIFE+ Projekt „Multifunktionaler Bodenschutz und Landmanagement durch die Entwicklung eines webbasierten räumlichen Entscheidungsunterstützungssystems“ (LIFE08 ENV/IT/000408)

- 2010–2014: Wissenschaftlicher Leiter des Forschungsprojekts „ZOnazione VIticola a Scala Aziendale – ZOVISA“ PSR Kampanien 2007–2013, Misura 124.

## Publikationen (Auswahl)
- A. Bonfante, S. M. Alfieri, R. Albrizio, A. Basile, R. De Mascellis, A. Gambuti, P. Giorio, L. Langella, P. Manna, L. Moio, F. Terribile: Evaluation of the effects of future climate change on grape quality through a physically based model application: a case study for the Aglianico grapevine in Campania region, Italy. In: Agricultural Systems. Vol. 152, 2017, S. 100–109. ISSN 0308-521X, doi:10.1016/j.agsy.2016.12.009

- M. E. D'Amico, M. Catoni, F. Terribile, E. Zanini, E. Bonifacio: Contrasting environmental memories in relict soils on different parent rocks in the south-western Italian Alps. In: Quaternary International. Band 418, 2016, S. 61–74. ISSN 1040-6182 doi:10.1016/j.quaint.2015.10.061

- C. Colombo, G. Palumbo, E. Di Iorio, F. Russo, F. Terribile, Z. Jang, Q. Liu: Soil development in a Quaternary fluvio-lacustrine paleosol sequence in Southern Italy. 2016, S. 195–207. ISSN 1040-6182 doi:10.1016/j.quaint.2015.11.004

- G. Langella, A. Basile, A. Bonfante, F. A. Mileti, F. Terribile: Spatial analysis of clay content in soils using neurocomputing and pedological support: a case study of Valle Telesina (South Italy). In: Environmental Earth Sciences. Vol. 75, Nr. 20, 2016, Artikel 1357. ISSN 1866-6280 doi:10.1007/s12665-016-6163-7

- L. Gargiulo, G. Mele, F. Terribile: Effect of rock fragments on soil porosity: A laboratory experiment with two physically degraded soils. In: EUROPEAN JOURNAL OF SOIL SCIENCE. Vol. 67, Nr. 5, 2016, S. 597–604, ISSN 1351-0754, doi:10.1111/ejss.12370

- R. Scalenghe, C. Territo, S. Petit, F. Terribile, D. Righi: The role of pedogenic overprinting in the obliteration of parent material in some polygenetic landscapes of Sicily (Italy). In: GEODERMA REGIONAL. vol. 7, 2016, S. 49–58, ISSN 2352-0094, doi:10.1016/j.geodrs.2016.01.003

- F. Terribile, A. Agrillo, A. Bonfante, G. Buscemi, M. Colandrea, A. D'Antonio, R. De Mascellis, C. De Michele, G. Langella, P. Manna, L. Marotta, F. A. Mileti, L. Minieri, N. Orefice, S. Valentini, S. Vingiani, A. Basile: A Web-based spatial decision supporting system for land management and soil conservation. In: SOLID EARTH. vol. 6, 2015, S. 903–928, ISSN 1869-9510, doi:10.5194/se-6-903-2015

- L. Gargiulo, G. Mele, F. Terribile: The role of rock fragments in crack and soil structure development: a laboratory experiment with a Vertisol. In: EUROPEAN JOURNAL OF SOIL SCIENCE. Vol. 66, Nr. 4, 2015, S. 757–766.

- S. Vingiani, G. Mele, R. De Mascellis, F. Terribile, A. Basile: Volcanic soils and landslides: a case study of the island of Ischia (southern Italy) and its relationship with other Campania events. In: SOLID EARTH. Vol. 6, Nr. 2, 2015, S. 783–797.

- S. Vingiani, F. Scarciglia, F. A. Mileti, P. Donato, F. Terribile: Occurrence and origin of soils with andic properties in Calabria (southern Italy). In: GEODERMA. Vol. 232, 2014, S. 500–516.

- L. Gargiulo, G. Mele, F. Terribile: Effects of iron-based amendments on soil structure: a lab experiment using soil micromorphology and image analysis of pores. In: JOURNAL OF SOILS AND SEDIMENTS. Vol. 14, 2014, S. 1370–1377.

- F. Scarciglia, V. Zumpano, R. Sulpizio, F. Terribile, I. Pulice, M. F. La Russa: Major factors controlling late Pleistocene to Holocene soil development in the Vesuvius area (southern Italy). In: EUROPEAN JOURNAL OF SOIL SCIENCE. Vol. 65, Nr. 4, 2014, S. 406–419.

- C. Colombo, V. M. Sellitto, G. Palumbo, E. Di Iorio, F. Terribile, D. G. Schulze: Clay formation and pedogenetic processes in tephra-derived soils and buried soils from Central-Southern Apennines (Italy). In: GEODERMA. Band 213, 2014, S. 346–356. doi:10.1016/j.geoderma.2013.08.005

- L. Gargiulo, G. Mele, F. Terribile: Image analysis and soil micromorphology applied to study physical mechanisms of soil pore development: An experiment using iron oxides and calcium carbonate. In: GEODERMA. Band 197, 2013, S. 151–160. doi:10.1016/j.geoderma.2013.01.008 ISSN 0016-7061

- F. Terribile, A. Basile, A. Bonfante, A. Carbone, C. Colombo, G. Langella, M. Iamarino, P. Manna, L. Minieri, S. Vingiani: Future Soil Issues. In: E. A. C. Costantini u. a. (Hrsg.): The soils of Italy. Springer, 2013, ISBN 978-94-024-0536-1.

- F. A. Mileti, G. Langella, M. A. Prins, S. Vingiani, F. Terribile: The hidden nature of parent material in soils of Italian mountain ecosystems. In: GEODERMA. vol. 207, 2013, S. 291–309, ISSN 0016-7061, doi:10.1016/j.geoderma.2013.05.006

- S. Vingiani, F. Terribile, S. Adamo: Weathering and particle entrapment at the rock-lichen interface in Italian volcanic environment. In: GEODERMA. Band 207, 2013, S. 244–255. doi:10.1016/j.geoderma.2013.05.015

- G. Langella, A. Basile, A. Bonfante, P. Manna, F. Terribile: The LIFE+ SOILCONSWEB project: a web based spatial decision support system embedding DSM engines. In: Budiman Minasny u. a. (Hrsg.): Digital Soil Assessments and Beyond. CRC Press, 2012.

- S. Vingiani, M. Zampella, L. Minieri, F. Terribile, S. Adamo: Definizione di una firma "geochimico-mineralogica" dei suoli destinati alla produzione della patata precoce. In: MINERVA BIOTECNOLOGICA. vol. 24, 2012, S. 51–60, ISSN 1120-4826